# Tidarren griswoldi
Tidarren griswoldi es una especie de araña araneomorfa del género Tidarren, familia Theridiidae. Fue descrita científicamente por Knoflach & van Harten en 2006.
Habita en Camerún.